# Jordrup
Jordrup er en by i Sydjylland med 518 indbyggere  (2025), beliggende 9 km syd for Egtved, 11 km nord for Lunderskov og 15 km nordvest for Kolding. Byen hører til Kolding Kommune og ligger i Region Syddanmark.
Jordrup hører til Jordrup Sogn. Jordrup Kirke fra 1884 ligger i den nordvestlige del af byen.

## Faciliteter
Da Lejrskov-Jordrup sognekommune i 1962 opførte en centralskole til afløsning af landsbyskolerne i Jordrup, Lejrskov, Vrå, Ferup, Egholt og Knudsbøl, blev placeringen et kompromis: skolen kom til at ligge i den lille bebyggelse Fynslund ved et vejkryds 2 km syd for Jordrup.
Fynslundskolen har 159 elever, fordelt på 0.-6. klassetrin, og 20 ansatte. Skolen har SFO som tilbud i 0.-3. klasse. Børnehaven Spiren blev i 2014 lagt sammen med skolen. Ved siden af skolen kom Fynslundhallen til i 1992. Den bruges først og fremmest af Fynslund Boldklub, som tilbyder badminton, fodbold, gymnastik, håndbold, indendørs cykling, krolf og volleybold.
Plejehjemmet Toftegården er oprindeligt opført i 1930 og senest totalrenoveret i 2002. Det har 12 plejeboliger, alle med stort handicapvenligt badeværelse og mulighed for at opdele opholdsrummet i stue og soverum.
Jordrup har en Min Købmand. Jordrup Borger & Forsamlingshus har en stor og en lille sal. Jordrup har også en lokal rideklub. Rideklubben ligger lige overfor brugsen, og har gode faciliteter.

## Historie
I 1904 beskrives Jordrup således: "Jordrup (c. 1340: Jorthorp) med Kirke, Skole, Forsamlingshus (opf. 1882), Savmølle, Vejr- og Dampmølle og Andelsmejeri" Det lave målebordsblad fra 1900-tallet viser desuden en telefoncentral.
Jordrup fik station på Troldhede-Kolding-Vejen Jernbane (1917-68). Stationen blev anlagt 1 km syd for byen og havde krydsningsspor med perron samt læssespor med galgekran, privat varehus, svinefold og troljespor. Stationsbygningen er bevaret på Kløvervej 6. Banens tracé er bevaret på den 2½ km lange Veerst-Hundsholt Natursti, der starter fra Hundsholtvej 2 km sydvest for Jordrup.
I 1997 blev Jordrup kåret til "Årets Landsby" af JydskeVestkysten og den tidligere Lunderskov Kommune. I den forbindelse blev der ved Hovedgaden rejst en jernskulptur med "Årets Landsby 1997" indgraveret i en flise.